# Фигерола, Хусто
Хусто Фигерола де Эстрада (исп. Justo Figuerola de Estrada; 18 июня 1771 — 23 мая 1854, Лима) — перуанский политический и научный деятель. Два раза был президентом Перу непродолжительное время. В начале своей карьеры Фигуэрола учился, а затем и работал в Университете Сан-Маркос в Лиме. Преподавал философию и Закон Божий.
Был одним из первых перуанских политиков, подписавших декларацию независимости Перу в 1821 году. В 1823 году был избран депутатом в перуанский Конгресс от города Трухильо, в этом же году непродолжительное время был главой Конгресса. Позже работал в правительстве министром иностранных дел. В 1851 году удалился от политических дел и ушёл на пенсию.